# 白金漢π定理
白金汉π定理是因次分析中的重要定理，在工程、應用數學及物理中都會用到。白金汉π定理可以視為是形式化的雷諾因次分析法。簡單的說，白金汉π定理指出若有一個物理上有意義的方程，其中有n個物理量，而這些物理量共有k個獨立的因次，則原方程式可以寫成由p = n − k 個無因次的參數π1, π2, ..., πp 組成的方程式（此處的k可以用特定矩陣的秩而得），而這些無因次的參數是由原方程式中的物理量所組成。
白金汉π定理可以視為是一種無因次化的框架，其中提供方法，從已知的物理量中找到一組無因次的參數，甚至此時方程式的具體形式還不清楚也沒有關係。
例如在流體中運動的物體，其阻力方程中包括以下五個物理量：速度 u、流體密度 ρ、
動黏滯係數 ν、 物體截面大小A以及阻力 FD
f1(u, ρ, ν, A, FD)= 0，
利用白金漢π定理，可以將阻力方程簡化為由阻力係數 CD及雷諾數 Re組成的方程
f2(CD, Re)= 0，
而這二個物理量是由上述物理量組合而成。

## 歷史
白金汉π定理得名自美國物理學家埃德加·白金汉，不過最早是由法國數學家約瑟·伯特蘭證明，伯特蘭在1878年時只考慮到一些由電動力學及熱傳導而來的一些問題，不過他的文章中包括所有現在證明此定理會用到的基本概念，而且清楚的指出此定理可以用在物理現象的建模。使用此定理的相關技術（因次法）因為約翰·斯特拉特，第三代瑞利男爵的貢獻而廣為人知（他是第一位將π定理「應用在通用情形上」的人，他在研究流體通過管子的壓降的統御參數時用到此方法，日期可能可以追溯到1892年，而在1894年有一個啟發式的證明，再配合數列展開）。
可以針對任意多參數的π定理是由A. Vaschy在1892年提出，1911年分別由A. Federman及俄國物理學家Dimitri Riabouchinsky獨立發現，1914年又由埃德加·白金汉發現。白金汉在他的文章中用符號πi表示無因次量，這也成為這定理的名稱。

## 定理描述
白金漢π定理中，無因次量的個數p等於方程式中因次矩陣的零化度（nullity），而k是因次矩陣的秩。在實驗上，若不同的系統其無因次量的描述相同，則這二個系統是等效的。
在數學上，若有以下在物理上有意義的方程式
{\displaystyle f(q_{1},q_{2},\ldots ,q_{n})=0,}
其中qi為n個物理量，而這些物理量以k個獨立變數表示，則上式可以重組為以下的方程式
{\displaystyle F(\pi _{1},\pi _{2},\ldots ,\pi _{p})=0,}
其中πi為無因次的參數，由qi組合而成，而會有 p = n − k個無因次的方程式（稱為Pi群）如下
{\displaystyle \pi _{i}=q_{1}^{a_{1}}\,q_{2}^{a_{2}}\cdots q_{n}^{a_{n}},}
其中的指數ai為有理數，多半情形會是整數。

## 重要性
白金漢π定理提供方式可以針對一些物理現象的物理量計算無因次量，就算還不知方程式的具體形式也沒關係。不過無因次量的選擇不是唯一的，白金漢π定理只提供一個方式找出一組無因次量，不表示這些無因次量是「物理上最有意義」的。
二個系統若有相同的參數，則稱為「相似」（就算相似三角形一樣，相似三角形之間只是大小不同而已）。在方程式上是等效的，因此想要確認方程式形式的實驗者可以選擇最合適，最方便的系統進行。而且白金漢π定理提供了變數及基礎因次個數之間的關係。

## 定理說明

### 簡述
會假設基本物理量及衍生物理量的空間會形成一個有理數的向量空間，基本物理量為單位向量，而物理量之間的相乘變成向量的加法，而物理量的次幂變成向量的純量乘法：
用基本物理量及其次幂表示現象中有關的物理量（若某一基本物理量沒有出現在物理量的表示式中，基本物理量的次幂寫0即可）。例如標準重力 g 的單位為{\displaystyle D/T^{2}=D^{1}T^{-2}}（距離除以時間平方），因此若基本物理量為（距離, 時間），標準重力會用向量{\displaystyle (1,-2)}表示。
因此找到物理量可組成的無因次量，就變成在物理單位的向量空間中處理線性限制的問題。

### 因次矩陣及無因次量
假設一個系統，其中有n個有因次的參數，其基本因次有k個。即可定義其因次矩陣，其各列為基本因次，而各行是有因次的參數：(i, j)個元素是第j個參數在第i個基本因次中的幂次項。矩陣可以視為是將所有變數在各基本因次上的幂次項整合到一個矩陣中。
無因次變數是指在各基本因次上的幂次均為0（向量空間中的零向量），也等於矩陣的核。
根據秩－零化度定理，有n向量（矩陣的行）且有k個線性獨立向量的系統，其零化度p會滿足(p = n − k)，其中零化度是額外因次的個數，可以選為無因次量。
無因次量可以用因次量的整數次乘積及除法表示。在數學上沒有哪一種無因次量的選擇是比較自然的，不過有些無因次量會比較有物理意義，理想上也會以這類選擇為主。

## 例子

### 速度
以下的例子很簡單，但已足以說明白金漢π定理。
假設一部車以時速100 km/h的速度行駛，行駛200 km需要多少時間？
問題中有三個因次：距離D、時間T及速度V。這些因次可以用二個基本因次組成：時間T及距離D，因此會有3 − 2 = 1個無因次量。
其因次矩陣為
{\displaystyle M={\begin{bmatrix}1&0&1\\0&1&-1\end{bmatrix}}.}
其各列對應基本因次D及T，而行對應三個因次D、T及V。例如第三行(1, −1)，所以因次V（速度）用基本因次表示時，為 {\displaystyle D^{1}T^{-1}=D/T}。
為了要求得無因次的常數{\displaystyle \pi =D^{a_{1}}T^{a_{2}}V^{a_{3}}}，需找到一個向量{\displaystyle a=[a_{1},a_{2},a_{3}]}使得矩陣M和向量a的乘積是零向量[0,0]。在線性代數中，向量a稱為矩陣M的核，可以生成矩陣的零空間，在此例中，零空間是一維的。以上寫的矩陣是為規範形矩陣，因此可以計算得到向量a如下，頂多再加一個和向量相乘的係數：
{\displaystyle a={\begin{bmatrix}-1\\1\\1\\\end{bmatrix}}.}
若因次矩陣還不是列規範形矩陣，也可以用高斯消去法得到因次矩陣的核，因此要求的無因次數可以寫成下式：
{\displaystyle \pi =D^{0}T^{0}V^{0}=D^{-1}T^{1}(D^{1}T^{-1})=D^{-1}T^{1}V^{1}=TV/D}.
根據因次分析，可以得到有關上述三個物理量之間的關係式：
{\displaystyle f(\pi )=0,}
可以寫成：
{\displaystyle T={\frac {CD}{V}},}
其中C是使{\displaystyle C=f^{-1}(0)}成立的常數。若剛剛的向量a有再加上係數，所求得的C也會隨之不同，是原來C值的乘幂。
這三個變數之間的關係其實是{\displaystyle D=VT}，因此實際的無因次量方程（{\displaystyle f(\pi )=0}）為：
{\displaystyle f(\pi )=\pi -1=VT/D-1=0.}
換句話說C只有一個值，就是1，不過這個資訊不是靠因次分析所能得到的。

### 單擺

第二個問題是要確認單擺在小幅度振動情形下的週期T，假設週期是長度L、質量M以及地表重力加速度g的函數。其模型如下
{\displaystyle f(T,M,L,g)=0.\,}
（此處寫成四個物理量之間的關係，不是直接將週期T寫成另M, L及g的函數）
在上式中有三個基本物理量：時間t、質量m以及長度l，以及四個有因次的物質量。因此只會有4 − 3 = 1個無因次量，稱為π，模型可以改寫為
{\displaystyle f(\pi )=0,}
其π為
{\displaystyle \pi =T^{a_{1}}M^{a_{2}}L^{a_{3}}g^{a_{4}}}
而a1, ..., a4為待確定的數值
上述物理量的因次為：
{\displaystyle T=t,M=m,L=\ell ,g=\ell /t^{2}.}
因次矩陣為：
{\displaystyle M={\begin{bmatrix}1&0&0&-2\\0&1&0&0\\0&0&1&1\end{bmatrix}}.}
（列表示基本因次t、m及l，而行表示物理量T, M, L和g。例如第四行為(−2, 0, 1)表示變數g的因次為{\displaystyle t^{-2}m^{0}\ell ^{1}}）
計算的目的是要找核向量a = [a1, a2, a3, a4] 使得矩陣M和向量a的乘積為零向量[0,0,0]。上述的因次矩陣為列規範形矩陣，因此可以得到核向量a如下：
{\displaystyle a={\begin{bmatrix}2\\0\\-1\\1\end{bmatrix}}.}
因此無因次量為：
{\displaystyle {\begin{aligned}\pi &=T^{2}M^{0}L^{-1}g^{1}\\&=gT^{2}/L\end{aligned}}.}
若只考慮基本因次：
{\displaystyle \pi =(t)^{2}(m)^{0}(\ell )^{-1}(\ell /t^{2})^{1}=1,}
也是無因次量。
這個例子比較簡單，因為四個物理量中有三個是基本單位，因此最後一個（g）的單位可以從前三個單位轉換而來。注意若a2不為零，沒有其他的方式可以將M的單位消去，因此a2需為零。因次分析允許單擺的週期不是質量的函數。（在質量、時間及距離三維組成的三維空間中，質量的向量和其他三個單位的因次向量是線性獨立的，因此若不考慮比例的係數，只有{\displaystyle {\vec {g}}+2{\vec {T}}-{\vec {L}}}是唯一可組成無因次參數的非顯然解。）
因此模型可以用下式表示：
{\displaystyle f(gT^{2}/L)=0.\ }
假設f只有有限個零點，即可令gT2/L = Cn，其中Cn為第n個零點。若只有一個零點，則gT2/L = C。需要更多物理的概念或是實驗才能確認此函數只有一個零點，因此C = 4π2。
若單擺的振幅較大，分析會比較複雜，需要導入額外的因次變數（最大擺動角度）。上述的分析在擺動角度接近零時有很好的近似效果。

## 延伸閱讀
- Hanche-Olsen, Harald.  (PDF). NTNU. 2004  [April 9, 2007]. （原始内容存档 (PDF)于2008-09-20）.
- Hart, George W. . Springer-Verlag. March 1, 1995  [2016-08-17]. ISBN 0-387-94417-6. （原始内容存档于2021-01-26）.
- Kline, Stephen J. . Springer-Verlag, New York. 1986. ISBN 0-387-16518-5.
- Wan, Frederic Y.M. . Harper & Row Publishers, New York. 1989. ISBN 0-06-046902-1.
- Vignaux, G.A.  (PDF). Victoria University of Wellington. 1991  [December 15, 2005]. （原始内容存档 (PDF)于2007-07-20）.
- Mike Sheppard, 2007 Systematic Search for Expressions of Dimensionless Constants using the NIST database of Physical Constants （页面存档备份，存于）
- Gibbings, J.C. . Springer. 2011. ISBN 1-84996-316-9.
- Vaschy, A. . Annales Télégraphiques. 1892, 19: 25–28.
- Buckingham, E. . Physical Review. 1914, 4 (4): 345–376. Bibcode:1914PhRv....4..345B. doi:10.1103/PhysRev.4.345.
- Buckingham, E. . Nature. 1915, 96 (2406): 396–397. Bibcode:1915Natur..96..396B. doi:10.1038/096396d0.
- Buckingham, E. . Transactions of the American Society of Mechanical Engineers. 1915, 37: 263–296.
- Taylor, Sir G. . Proceedings of the Royal Society A. 1950, 201 (1065): 159–174. Bibcode:1950RSPSA.201..159T. doi:10.1098/rspa.1950.0049.
- Taylor, Sir G. . Proceedings of the Royal Society A. 1950, 201 (1065): 175–186  [2016-08-17]. Bibcode:1950RSPSA.201..175T. doi:10.1098/rspa.1950.0050. （原始内容存档于2018-06-02）.

## 外部連結
- Some reviews and original sources on the history of pi theorem and the theory of similarity (in Russian) （页面存档备份，存于）